# Championnat de Belgique masculin de handball de deuxième division 2004-2005
Navigation
Division 1 2003-2004 Division 1 2005-2006

La saison 2004-2005 du Championnat de Belgique masculin de handball de deuxième division, alors appelé Division 1, est la 42e saison de la deuxième plus haute division masculine de handball en Belgique.
Cette édition est remportée par le HC Atomix qui fait donc l'aller-retour avec la Division d'Honneur. Son dauphin, le HC Herstal/Ans retrouve lui aussi l'élite qu'il avait quitté deux ans plus tôt. Enfin, le ROC Flémalle, troisième, est lui-aussi promu en raison de l'arrêt de l'équipe de Division d'Honneur du HC Maasmechelen 65.
La décision du HC Maasmechelen 65 aura également des conséquences en bas de classement. En effet, si le H.Villers 59, dernier, est relégué et sera remplacé la saison suivante par l'Apolloon Kortrijk, les Barrages B auront trois et non deux montants Ainsi, le HC Raeren 76 et le KTSV Eupen 1889 restent tous deux en Division 1 alors que le KV Sasja HC Hoboken II s'y qualifie. La Renaissance Montegnée, quant à elle, reste Division 2.

## Participants
| Club                    | Matricule | Classement 2003-2004 | Localisation         | Entraîneur         | Salle                        |
| ----------------------- | --------- | -------------------- | -------------------- | ------------------ | ---------------------------- |
| HC Atomix               | 172       | 4e des Barrages A    | Haacht               | ?                  | ?                            |
| HC Herstal/Ans          | 058       | 10e de DH            | Ans                  | ?                  | Hall des Sports Henri Germis |
| H.Villers 59            | 059       | 3e                   | Villers-le-Bouillet  | ?                  | ?                            |
| HV Uilenspiegel Wilrijk | 014       | 4e                   | Anvers               | ?                  |                              |
| HK Waasmunster          | 357       | 5e                   | Waasmunster          | ?                  | ?                            |
| Technico Turnhout       | 160       | 6e                   | Turnhout             | ?                  | ?                            |
| HBC Izegem              | 301       | 7e                   | Izegem               | ?                  | ?                            |
| Kreasa HB Houthalen     | 154       | 8e                   | Houthalen-Helchteren | ?                  | ?                            |
| HC Raeren 76            | 195       | 9e                   | Raeren               | / Mariusz Kedziora | ?                            |
| HC DB Gent              | 182       | 10e                  | Gand                 | ?                  | ?                            |
| KTSV Eupen 1889         | 005       | 11e                  | Eupen                | ?                  | Sportzentrum d'Eupen         |
| ROC Flémalle            | 006       | 1er de D2            | Flémalle             | Thierry Herbillon  | Hall Omnisports André Cools  |

### Localisation
| \| HC Raeren 76 HK Waasmunster KTSV Eupen ROC Flémalle Kreasa HB Houthalen H.Villers 59 HC DB Gent Wilrijk HC Herstal/Ans Technico Turnhout HC Atomix HBC Izegem \| Localisation des clubs engagés dans le championnat |
| HC Raeren 76 HK Waasmunster KTSV Eupen ROC Flémalle Kreasa HB Houthalen H.Villers 59 HC DB Gent Wilrijk HC Herstal/Ans Technico Turnhout HC Atomix HBC Izegem                                                          |

| # | Province                      | Nombre | Équipe(s)                                                                 |
| - | ----------------------------- | ------ | ------------------------------------------------------------------------- |
| 1 | Province de Liège             | 5      | HC Raeren 76, KTSV Eupen 1889, HC Herstal/Ans, ROC Flémalle, H.Villers 59 |
| 2 | Province d'Anvers             | 2      | HV Uilenspiegel Wilrijk, Technico Turnhout                                |
| 2 | Province de Flandre-Orientale | 2      | HK Waasmunster, HC DB Gent                                                |
| 2 | Province de Limbourg          | 2      | Kreasa HB Houthalen, Achilles Bocholt                                     |
| 5 | Province de Flandre-Orientale | 1      | HBC Izegem                                                                |
| 5 | Province du Brabant flamand   | 1      | HC Atomix                                                                 |

## Organisation du championnat
La saison régulière est disputée par 12 équipes jouant chacune l'une contre l'autre à deux reprises selon le principe des phases aller et retour. Une victoire rapporte 2 points, une égalité, 1 point et une défaite 0 point.
Après la saison régulière, l'équipe terminant première du championnat sera promue la saison suivante en Division d'Honneur et remplacera l'équipe ayant terminée dernière de la phase classique de Division d'Honneur. Son dauphin devra quant à lui disputer les Barrages A pour pouvoir prétendre à évoluer en Division d'Honneur la saison prochaine, ces barrages consiste en un nouveau championnat avec le septième, huitième et neuvième de la phase classique de la saison régulière de Division d'Honneur et donc le second de la Division 1. 
Pour ce qui des relégations, la dernière équipe du classement est d'office relégué en Division 2 et sera remplacé la saison prochaine par le champion de Division 2 de cette saison. Les équipes classés à la 10e et 11e disputeront les Barrages B, contre les deuxième et troisième de Division 2 de cette saison.
A l'issue de la saison, la disqualification du HC Maasmechelen 65 en Division d'Honneur, permet de faire monter le troisième du championnat sans que celui-ci n'ait participer aux barrages. En bas de classement, les barrages passent de deux montants à trois montants.

## Compétition

### Saison régulière

#### Classement
Le classement final est :
|    | Équipe                  | Pts | J  | G  | N | P  | Bp  | Bc  | Diff |
| -- | ----------------------- | --- | -- | -- | - | -- | --- | --- | ---- |
| 1  | HC Atomix               | 39  | 22 | 19 | 1 | 2  | 753 | 583 | 170  |
| 2  | HC Herstal/Ans          | 30  | 22 | 15 | 0 | 7  | 657 | 571 | 86   |
| 3  | ROC Flémalle            | 28  | 22 | 13 | 2 | 7  | 648 | 599 | 49   |
| 4  | Technico Turnhout       | 27  | 22 | 13 | 1 | 8  | 611 | 607 | 4    |
| 5  | HV Uilenspiegel Wilrijk | 25  | 22 | 12 | 1 | 9  | 609 | 593 | 16   |
| 6  | Kreasa HB Houthalen     | 24  | 22 | 12 | 0 | 10 | 631 | 596 | 35   |
| 7  | HBC Izegem              | 22  | 22 | 9  | 4 | 9  | 596 | 598 | -2   |
| 8  | HC DB Gent              | 21  | 22 | 10 | 1 | 11 | 529 | 551 | -22  |
| 9  | HK Waasmunster          | 20  | 22 | 9  | 2 | 11 | 557 | 576 | -19  |
| 10 | HC Raeren 76            | 14  | 22 | 6  | 2 | 14 | 595 | 668 | -73  |
| 11 | KTSV Eupen 1889         | 9   | 22 | 4  | 1 | 17 | 613 | 665 | -52  |
| 12 | H.Villers 59            | 5   | 22 | 1  | 3 | 18 | 521 | 683 | -162 |

|                 | Champion et promu en Division d'Honneur          |
|                 | Qualifié pour les Barrages A                     |
|                 | Promu en Division d'Honneur                      |
|                 | Reversé en Barrage B                             |
|                 | Relégué en Division 2                            |
| en augmentation | Promu de Division 2 en début de saison           |
| en diminution   | Relégué de Division d'Honneur en début de saison |

#### Matchs
| Résultats (dom.\ext.)                                      | KTSV  | ROCF  | GEN   | H/A   | KHO   | IZE   | HCR   | TUR   | UIL   | VIL   | WAA   | ATO   |
| KTSV Eupen 1889                                            |       | 31-32 | 27-29 | 28-34 | 37-40 | 30-31 | 27-28 | 31-37 | 29-31 | 28-26 | 29-26 | 27-41 |
| ROC Flémalle                                               | 25-20 |       | 31-22 | 38-28 | 27-22 | 32-30 | 36-27 | 33-28 | 33-26 | 27-27 | 23-29 | 31-39 |
| HC DB Gent                                                 | 23-22 | 23-22 |       | 21-29 | 28-27 | 19-19 | 24-21 | 19-21 | 21-24 | 40-24 | 24-20 | 36-33 |
| HC Herstal/Ans                                             | 32-20 | 29-31 | 29-20 |       | 36-28 | 29-24 | 38-26 | 21-23 | 37-23 | 29-26 | 31-27 | 24-33 |
| Kreasa HB Houthalen                                        | 34-25 | 26-22 | 31-23 | 20-21 |       | 27-17 | 36-27 | 24-26 | 24-21 | 40-28 | 31-25 | 23-28 |
| HBC Izegem                                                 | 38-30 | 29-28 | 24-23 | 33-31 | 27-32 |       | 24-23 | 24-26 | 26-29 | 35-23 | 26-26 | 25-25 |
| HC Raeren 76                                               | 30-30 | 25-37 | 29-25 | 18-28 | 34-28 | 27-33 |       | 28-30 | 20-27 | 34-25 | 25-26 | 27-37 |
| Technico Turnhout                                          | 30-26 | 25-24 | 25-20 | 21-37 | 32-38 | 30-29 | 29-29 |       | 27-33 | 34-22 | 31-22 | 24-28 |
| HV Uilenspiegel Wilrijk                                    | 31-32 | 27-27 | 22-26 | 24-33 | 21-26 | 28-26 | 39-30 | 31-27 |       | 29-16 | 26-27 | 33-30 |
| H.Villers 59                                               | 28-30 | 27-29 | 16-18 | 27-34 | 31-25 | 25-25 | 23-25 | 27-37 | 22-31 |       | 21-21 | 22-42 |
| HK Waasmunster                                             | 25-23 | 23-30 | 27-20 | 32-23 | 22-21 | 25-26 | 22-33 | 30-25 | 25-28 | 26-15 |       | 27-30 |
| HC Atomix                                                  | 44-31 | 36-30 | 28-25 | 28-24 | 38-28 | 30-25 | 44-29 | 31-23 | 29-25 | 44-20 | 35-24 |       |
| - Victoire à domicile - Match nul - Victoire à l'extérieur |       |       |       |       |       |       |       |       |       |       |       |       |

#### Champion
| Champion de Belgique masculin de handball de Division 1 2004-2005 Handbal Club Atomix Haacht ? |

### Barrage B

#### Classement
Les résultats de cette édition sont issus d'archives des différentes presses écrites belges,.
|   | Équipe                 | Pts | J | G | N | P | Bp  | Bc  | Diff |
| - | ---------------------- | --- | - | - | - | - | --- | --- | ---- |
| 1 | KTSV Eupen 1889        | 9   | 6 | 3 | 2 | 1 | 177 | 166 | 11   |
| 2 | HC Raeren 76           | 8   | 6 | 3 | 1 | 2 | 182 | 153 | 29   |
| 3 | KV Sasja HC Hoboken II | 8   | 6 | 4 | 0 | 2 | 152 | 150 | 2    |
| 4 | Renaissance Montegnée  | 0   | 6 | 0 | 1 | 5 | 160 | 202 | -42  |

|                 | Relégation en Division 2                   |
| en augmentation | Issus de la Division 2                     |
| en diminution   | Issus de la saison régulière de Division 1 |

#### Matchs
Les résultats de cette édition sont issus d'archives des différentes presses écrites belges, les résultats de la sixième journée sont inconnues,,,,
| Résultats (dom.\ext.)                                      | KTSV  | HCR   | SAS   | REN   |
| KTSV Eupen 1889                                            |       | 24-24 | 27-23 | 38-29 |
| HC Raeren 76                                               | 30-31 |       | 35-23 | 39-22 |
| KV Sasja HC Hoboken II                                     | 27-24 | 21-20 |       | 31-22 |
| Renaissance Montegnée                                      | 33-33 | 32-34 | 22-27 |       |
| - Victoire à domicile - Match nul - Victoire à l'extérieur |       |       |       |       |

## Bilan

### Classement final
| Rang | Équipe                                                      |
| ---- | ----------------------------------------------------------- |
| 1er  | HC Atomix                                                   |
| 2e   | HC Herstal/Ans                                              |
| 3e   | ROC Flémalle                                                |
| 4e   | Technico Turnhout                                           |
| 5e   | HV Uilenspiegel Wilrijk                                     |
| 6e   | Kreasa HB Houthalen                                         |
| 7e   | HBC Izegem                                                  |
| 8e   | HC DB Gent                                                  |
| 9e   | HK Waasmunster                                              |
| 10e  | KTSV Eupen 1889 1er des Barrages B (maintenu)               |
| 11e  | HC Raeren 76 2e des Barrages B (maintenu)                   |
| 12e  | H.Villers 59 Relégué à l'issue de la phase classique        |
| -    | KV Sasja HC Hoboken II 3e des Barrages B (promu, 3e de D2)  |
| -    | Renaissance Montegnée 4e des Barrages (non promu, 2e de D2) |

|                 | Qualifiés pour la Division d'Honneur       |
|                 | Barragiste promu issu de la Division 2     |
|                 | Barragiste non promu issu de la Division 2 |
|                 | Relégué en Division 2                      |
| en augmentation | Promu de début de saison                   |
| en diminution   | Relégué de début de saison                 |

### Bilan de la saison
| Tableau d'honneur de la saison 2004-2005 |                                          |                            |
| Compétition                              | Vainqueur                                | Commentaire                |
| Championnat de Belgique                  | HC Atomix                                | -                          |
| Promotions et relégations                |                                          |                            |
| Promu de Division 2 (D3)                 | Apolloon Kortrijk KV Sasja HC Hoboken II | 1er (D3) 3e des barrages B |
| Relégation en Division 2 (D3)            | H.Villers 59                             | 12e de la saison régulière |